# 441 Bathilde
441 Bathilde је астероид главног астероидног појаса са пречником од приближно 70,32 km.
Афел астероида је на удаљености од 3,035 астрономских јединица (АЈ) од Сунца, а перихел на 2,576 АЈ.
Ексцентрицитет орбите износи 0,081, инклинација (нагиб) орбите у односу на раван еклиптике 8,138 степени, а орбитални период износи 1716,945 дана (4,700 године).
Апсолутна магнитуда астероида је 8,51 а геометријски албедо 0,141.
Астероид је откривен 8. децембра 1898. године.